# Presunto homicida (película de 1992)
Presunto homicida (título original: All-American Murder)  es una película estadounidense dirigida por Anson Williams, estrenada en 1992 directamente en vídeo.

## Argumento
Artie Logan, estudiando en la Universidad del Estado de Oklahoma, conoce a la bonita Tally Fuller y tiene una cita con ella. Pero la joven es brutalmente asesinada aquella noche y Artie es detenido por la policía. A pesar de las protestas de sus colegas, el inspector P.J. Decker cree en la inocencia de Artie y libera el joven, dándole 24 horas para descubrir al auténtico asesino. Los homicidios continúan aun así sucediéndose rápidamente.

## Reparto
- Charlie Schlatter: Artie Logan
- Christopher Walken: P.J. Decker
- Josie Bissett: Tally Fuller
- Richard Kind: Lou Alonzo
- Joanna Cassidy: Erica Darby
- Mitchell Anderson: Doug Sawyer
- Woody Watson: Frank Harley
- Amy Davis: Wendy Stern
- J. C. Quinn: Harry Forbes
- Craig Stout: Dean Darby
- Angie Brown: Laurie Grant